# Kung Fu Panda 2
Kung Fu Panda 2 és una pel·lícula d'animació de 2011, dirigida per Jennifer Yuh Nelson, seqüela de la pel·lícula de 2008 Kung Fu Panda. La seva continuació és Kung Fu Panda 3. La pel·lícula es va estrenar el 26 de maig de 2011. Va ser nominada als Oscars a la categoria de millor pel·lícula d'animació.

## Repartiment
| Veu en anglès  | Personatge |
| -------------- | ---------- |
| Jack Blak      | Po         |
| Dustin Hoffman | Shifu      |
| Angelina Jolie | Tigressa   |
| Ian McShane    | Tai Lung   |
| Jackie Chan    | Mico       |
| Seth Rogen     | Mantis     |
| Lucy Liu       | Vibra      |
| David Cross    | Grua       |